# Mouhannad Almallah
Mouhannad Almallah Dabas (Damasco, 1964) es un ciudadano sirio nacionalizado español.
Con ocasión de los atentados del 11 de marzo de 2004 en Madrid, se le acusó de pertenecer a la estructura de Al Qaeda en España y estar integrado en las células terroristas islamistas que captaban miembros para cometer atentados. La pretendida vinculación con el terrorismo islamista se fundamentaba en los informes de la Unidad Central de Información Exterior del Centro Nacional de Inteligencia. Se le relacionaba también con los terroristas suicidas de Leganés, prestando apoyo a uno de ellos. Fue detenido poco después de los atentados y puesto en libertad de manera inmediata.
Durante el juicio por los atentados, la Fiscalía solicitó 12 años de prisión por pertenencia o integración en organización terrorista o banda armada. La Audiencia Nacional lo condenó a los 12 años solicitados, pero el Tribunal Supremo, al resolver en julio de 2008 los recursos de casación presentados, lo absolvió.